# Danny Nelson
Danny Nelson est un acteur, réalisateur et producteur américain.

## Filmographie
Réalisateur
- 2011 : The Taint

Acteur
- 1984 : Tank : Gant
- 1990 : Randado, ville sans loi (Border Shootout) de Chris McIntyre
- 1991 : Beignets de tomates vertes : Papa
- 1995 : The Journey of August King : Felix
- 1998 : Minuit dans le jardin du bien et du mal : le sénateur
- 2001 : La Légende de Bagger Vance : Mac Manus
- 2001 : Boycott : commissaire Parks
- 2009 : L'Étrange Histoire de Benjamin Button : le général Winson